# Прави детектив
Прави детектив (енгл. True Detective) је америчка криминалистичка серија коју је креирао и написао Ник Пицолато. Серија је своју премијеру имала 12. јануара 2014. у Сједињеним Америчким Државама на кабловској мрежи Ејч-Би-Оу. Снима се у форми антологијског серијала, чиме се подразумева да ће свака сезона имати нове ликове, причу и глумачку поставу.
Радња прве сезоне пратила је 17-годишњу потрагу двојице детектива за свирепим ритуалним убицом у Луизијани. Главне улоге тумачили су Метју Маконахеј, Вуди Харелсон, Мишел Монахан, Мајкл Потс и Тори Китлс, а свих осам епизода режирао је Кери Фукунага.
У другој сезони, у главним улогама појављују се Колин Фарел, Рејчел Макадамс, Тејлор Кич, Кели Рајли и Винс Вон, а радња се одвија у Калифорнији и фокусира се на криминалца који је постао предузетник и три детектива из три различита полицијска одељења која истражују низ кривичних дела везаних за убиство корумпираног политичара.
Трећа сезона, у којој глуме Махершала Али, Кармен Еџого, Стивен Дорф, Скут Макнајри и Реј Фишер, одвија се у Озарку у три одвојена временска периода где детективи истражују језиви нестанак двоје деце.
Прва сезона наишла је на добар пријем код критичара и била је на врху гледаности Ејч-Би-Оу програма. Номинована је и награђена бројним признањима, првенствено за глуму, писање и режију. Друга сезона је изазвала велику поделу међу критичарима, иако је серија и даље држала високу гледаност. Сагласност за снимање треће сезоне добили су у августу 2017. године, а она је премијерно приказана 13. јануара 2019. године. Након премијере, Ник Пицолато је најавио да развија причу за потенцијалну четврту сезону.

## Продукција

### Развој
Пре развоја серије Прави детектив, Ник Пицолато је радио као професор књижевности на универзитетима у Чикагу, Северној Каролини и Индијани. Још у својим студентским данима био је фасциниран светом фикције, тако да је упоредо започео писање сопствених прича. Његов први објављени рад био је збирка кратких прича Between Here and the Yellow Sea, објављена 2006. године.
Након објаве свог деби романа, названог Галвестон, четири године касније почео се припремати за прелазак у телевизијску индустрију (ранији покушаји никада нису остварени због недостатка капитала).
Замишљена као наставак романа Галвестон, прича Правог детектива добија свој коначан облик, а Пицолато је сматрао да је прикладнија за телевизијски формат. У разговору са двојицом телевизијских извршних продуцената, након што је у мају 2010. године склопио договор, написао је шест сценарија укључујући и сценарио за пилот епизоду која је садржала деведесет страница. Након напуштања серије Убијање, 2011. године, написао је још једну верзију сценарија. Коначна верзија бројала је петсто страница и написао ју је без ичије помоћи. До тог тренутка, Пицолато је већ осигурао уговор са Ејч-Би-О-ом, па је у априлу 2012. године телевизијска кућа наручила снимање осам епизода нове серије под називом Прави детектив. У настојању да буде антологијске форме, замишљено је да свака сезона буде посебна, одвојена прича са различитим ликовима и глумачком поставом, као и радњом смештеном у различитим временским раздобљима и локацијама.

### Снимање
Првобитна локација за снимање прве сезоне Прави детектив требало је да буде држава Арканзас, али је Пицолато касније одлучио да се снима у Луизијани зато што је порезни програм јефтинији када су у питању филмови. Продукција је трајала сто узастопних дана, и свака епизода је снимљена на 35-милиметарској филмској траци. Екстеријер је сниман на разним градилиштима укључујући и поља шећерне трске која се налазе код Ирата, као и стварне локације попут Форт Макомба, тврђаве из 19-ог века која се налази у Њу Орлеансу.

### Уводна шпица
Под вођством креативног директора Патрика Клера, уводне шпице серије Прави детектив развијене су у сарадњи са екипом која се састојала од запослених из три различита студија: Elastic (из Санта Монике), Antibody, и Breeder (оба из Аустралије). За прву сезону, Клер и његов тим узели су различите фотографије пејзажа Луизијане, које су на крају постале стуб целокупне шпице. Уз употребу различитих анимација и специјалних ефеката, наведене фотографије су укомпоновали у тродимензионалне компјутерске графике. Ово је био веома компликован подухват за продукцију јер је захтевао велику прецизност, узимајући у обзир да нису желели потпуно дигитализовану уводну шпицу. Након што су били задовољни финалном верзијом шпице, на исту су додали ефекат благих сметњи и технику дисторзије. Песма која се чује током уводне шпице серије Прави детектив је Far from Any Road, написана од стране The Handsome Family 2003. године за њихов албум Singing Bones.
На сличан начин Клер је креирао уводну шпицу за другу сезону серије. Продукција је употребљавала материјал од неколико различитих фотографа, укључујући и фотографије из ваздуха аутора Дејвида Мејсела. Међутим, за разлику од прве сезоне, уводна секвенца у другој сезони садржи дубоку, јарку златну и црвену боју, на тај начин представљајући "пуно сложенији поглед на Калифорнију". У позадини шпице чује се песма Леонарда Коена, Nevermind, написана 2014. године за његов албум Popular Problems. Свака епизода има другачији текст песме, узет из различитих стихова Коенове песме.

## Улоге

### Прва сезона
Први глумац у серији Прави детектив био је Метју Меконахеј, који је тумачио детектива Растина Кола. Меконахеј је Пицолатију скренуо пажњу након наступа у филму The Lincoln Lawyer, тако да му је улога била понуђена пре него што је серија договорена са Ејч-Би-О-ом. Он и Вуди Харелсон били су међу Пицолатијевим издвојеним кандидатима док је размишљао о глумцима за серију. Иако је првобитно било договорено да Меконахеј тумачи Мартина Харта, глумац је наговорио Пицолатија да ипак преузме улогу Кола. На захтев Меконахеја, Харелсон је добио Мартијеву улогу. Мишел Монахан тумачила је главну женску улогу као Меги Харт, док су Мајкл Потс и Тори Китлс добили улоге детектива Мејнарда Гилбоа и Томаса Папања.
Кери Џоџи Фукунага именован је за директора прве сезоне Прави детектив. За ту позицију такмичио се са Алехандро Гонсалес Ињаритуритом, али је Ињариту одустао због посвете другим филмским пројектима. За што бољу припрему, Фукунага је провео истраживање са детективом из стварног живота који истражује убиства у државној полицији Луизијана. Фукунага је у пројекат довео и главног сниматеља пројекта Адама Аркапава као и Алекса ДиГерланда, сценографа са којим је радио на филму Glory at Sea из 2008. године.

### Друга сезона
У јануару 2014. године, Пицолато је потписао двогодишњи продужетак уговора са Ејч-Би-О-ом, што је значило снимање још две сезоне серије. Слично као и претходна сезона, друга сезона Правог детектива се састоји од осам епизода које је написао Ник Пицолато. Међутим, одговорност директора режије делило је неколико људи. Џастин Ли је режирао прве две епизоде. Фукунага, који је режирао целу прву сезону није се вратио као директор већ као извршни продуцент баш као и Меконахеј и Харелсон. Пицолато је упослио колегу писца Скота Ласера да му помогне у развоју и писању друге половине сезоне.
Прво значајно глумачко име које потписује наступ јесте Колин Фарел који тумачи Рејмонда Велкора. Винс Вон тумачи улогу криминалца и предузетника Френка Семјона. До новембра 2014. године, главна глумачка постава се шири за Рејчел Макадамс као дететективка Ани Безерајдс, Тејлор Кич као калифорнијског полицајца Пола Вудруга и Кели Рејли као Џордан Семјон, Френкову супругу.

### Трећа сезона
У августу 2017. године, Ејч-Би-О званично даје зелено светло за снимање треће сезоне која је смештена у Озарку у три одвојена временска периода. Прве две епизоде режирао је Џереми Солнир; од њега се очекивало да преузме одговорност и треће епизоде, али је морао да напусти због густог распореда. У марту 2018. објављено је да је Данијел Сакхајм постављен као директор режије и да ће он и Пицолато усмерити осталих шест епизода. Пицолато остаје као једини писац, са изузетком четврте и шесте епизоде које је написао уз помоћ Дејвида Милча и Грахама Гордија. Махершала Али је главна улога, тумачећи Вејна Хајса, детектива државне полиције из северозападног Арканзаса. Реј Фишер глуми Вејновог сина, Хенрија Хајса. Кармен Еџого глуми Амелију Реардон, учитељицу из Арканзаса која је повезана са нестанком двоје деце 1980. године. Стивен Дорф тумачи Роланда Веста, истражитеља државе Арканзас, Скут Макнајри и Мами Гумер глуме Тома и Луси Пурсел, родитеље нестале деце.

## Преглед серије
| Сезона | Сезона | Број епизода | Оригинално емитовање | Оригинално емитовање | Просечна гледаност (у милионима) | Просечна гледаност (у милионима) |
| Сезона | Сезона | Број епизода | Премијера сезоне     | Финале сезоне        | Просечна гледаност (у милионима) | Просечна гледаност (у милионима) |
| ------ | ------ | ------------ | -------------------- | -------------------- | -------------------------------- | -------------------------------- |
|        | 1      | 8            | 12. јануар 2014.     | 9. март 2014.        | 2,33                             |                                  |
|        | 2      | 8            | 21. јун 2015.        | 9. август 2015.      | 2,61                             |                                  |
|        | 3      | 8            | 13. јануар 2019.     | 24. фебруар 2019.    | 1,25                             |                                  |
|        | 4      | 6            | 14. јануар 2024.     | 18. фебруар 2024.    | 0,654                            |                                  |

### Прва сезона
Године 2012. двојица детектива Гилбо и Папања позивају двојицу бивших детектива државне полиције Луизијане, Растина "Раста" Кола и Мартина "Мартија" Харта, на испитивање у вези њихове истраге о убиству Доре Ланг из 1995. године. Њих двојица нису се видела нити разговарала један с другим још од свађе око Мартинове супруге Меги Харт која се догодила десет година раније. Због губитка великог броја података везаних за истрагу у урагану Рита, двојица детектива приморана су присетити се сопствене прошлости док су били колеге, својих личних живота као и саме истраге убиства Доре Ланг и серије других случајева, а све док на површину не изађу нови докази који указују да је прави злочинац заправо и даље на слободи.

### Друга сезона
Калифорнијски полицајац и ратни ветеран Пол Вудру проналази мртво тело локалног предузетника који је започео процес продаје великог земљишта. Иако је надлежност над местом злочина упитна, истрази се придружује детектив полицијске управе града Винсија, Рејмонд "Реј" Велкоро и детективка шерифовог округа Вентуре, Антигон "Ани Безерајдс. У случај се уплиће Френк Семјон, бивши криминалац који се налазио у процесу куповине земљишта, а чија је уштеђевина украдена приликом убиства предузетника. На Семјоновом платном списку налази се и сам детектив Велкоро, због тога што му је помогао да пронађе човека који му је силовао супругу. Троје детектива и Семјон убрзо постају свесни велике завере.

### Трећа сезона
У Озарку 1980. године, детективи Вејн Хајс и Роланд Вест истражују злогласни злочин нестанка двоје деце. Хајс и Вест се након судског позива 1990. године враћају на случај након великог прекида. 2015. године, сада већ пензионисани Хајс се осврће назад на нерешени случај.

### Четврта сезона
Радња се одвија на Аљасци, у малом насељу Енис. У току поларне ноћи се дешава злочин над групом истраживача и научника, који две детективке истражују са ограниченим ресурсима.